# Liste des cours d'eau de la Tunisie
Ceci est une liste des cours d'eau de la Tunisie organisée par bassin versant, avec les affluents respectifs en retrait.

## Côte septentrionale
- Oued Zouara
- Oued Sejenane
- Oued Joumine
- Oued Tine
- Oued Medjerda
  - Oued Siliana
  - Oued Tessa
  - Oued Mellègue
    - Oued Sarrath
- Oued Miliane
  - Oued el Hamma

## Côte orientale
- Oued el Hadjar
- Oued Lebna
- Oued Chiba
- Oued Nebhana
- Oued Zeroud
  - Oued Merguellil
  - Oued el Hattab
  - Oued el Hajel
    - Oued el Fekka
- Oued el Leben

## Intérieur
- Oued el Melah
  - Oeud Sefioune
    - Oued el Kebir
- Oued Jeneien